# Доброслав
Доброслав (на украински: Доброслав) е селище от градски тип в Южна Украйна, Одески район на Одеска област. Населението му е около 6506 души.